# Hårig gallblomfluga
Hårig gallblomfluga (Trichopsomyia joratensis) är en tvåvingeart som beskrevs av Goeldlin 1997. Hårig gallblomfluga ingår i släktet gallblomflugor, och familjen blomflugor.
Artens utbredningsområde är Schweiz. Enligt den finländska rödlistan är arten otillräckligt studerad i Finland. Arten är reproducerande i Sverige. Artens livsmiljö är skogar. Inga underarter finns listade i Catalogue of Life.